# Paul Cullen
Paul Cullen (Prospect, 29 aprile 1803 – Dublino, 24 ottobre 1878) è stato un cardinale e arcivescovo cattolico irlandese.
Era figlio di prime nozze di un ricco fattore, Hugh Cullen e di Judith Maher. Il padre aveva avuto 16 figli, di cui Paul era il sesto.

## Biografia
Studiò a Carlow e successivamente a Roma ove nel 1829 fu ordinato sacerdote. Gran studioso delle lingue ebraica, greca antica e latina, pubblicò numerose opere importanti in queste discipline. Durante la Grande Carestia irlandese che colpì il suo paese nativo fra il 1845 ed il 1849, Cullen si adoperò molto per portare assistenza dall'estero ai connazionali colpiti dal flagello.
L'8 gennaio 1850 fu nominato arcivescovo di Armagh e fu consacrato in Roma il 24 febbraio dello stesso anno. Il 6 aprile 1850 fu trasferito all'arcidiocesi di Dublino.
Papa Pio IX lo elevò al rango di cardinale nel concistoro del 22 giugno 1866, con il titolo di cardinale presbitero di San Pietro in Montorio. Divenne così il primo cardinale irlandese.
Convocato per il conclave del 1878, giunse a Roma che papa Leone XIII era già stato eletto.
Morì il 24 ottobre 1878 all'età di 75 anni.

## Genealogia episcopale e successione apostolica
La genealogia episcopale è:
- Cardinale Scipione Rebiba
- Cardinale Giulio Antonio Santori
- Cardinale Girolamo Bernerio, O.P.
- Arcivescovo Galeazzo Sanvitale
- Cardinale Ludovico Ludovisi
- Cardinale Luigi Caetani
- Cardinale Ulderico Carpegna
- Cardinale Paluzzo Paluzzi Altieri degli Albertoni
- Papa Benedetto XIII
- Papa Benedetto XIV
- Papa Clemente XIII
- Cardinale Giovanni Carlo Boschi
- Cardinale Bartolomeo Pacca
- Papa Gregorio XVI
- Cardinale Castruccio Castracane degli Antelminelli
- Cardinale Paul Cullen

La successione apostolica è:
- Arcivescovo Joseph Dixon (1852)
- Vescovo John Kilduff (1853)
- Vescovo David Moriarty (1854)
- Vescovo Patrick Moran (1856)
- Vescovo James Walshe (1856)
- Vescovo Thomas Furlong (1857)
- Arcivescovo Patrick Leahy (1857)
- Vescovo Thomas Grimley (1861)
- Vescovo Eugene O'Connell (1861)
- Vescovo James Murray (1865)
- Vescovo Matthew Quinn (1865)
- Arcivescovo Michael Kieran (1867)
- Vescovo John Cameron (1870)
- Arcivescovo Enrico Carfagnini, O.F.M.Ref. (1870)
- Vescovo Martin Griver y Cuni (1870)
- Vescovo Thomas James Power (1870)
- Arcivescovo Thomas William Croke (1870)
- Vescovo George Michael Conroy (1871)
- Cardinale Francis Patrick Moran (1872)
- Vescovo John Leonard (1872)
- Vescovo Martin Crane, O.S.A. (1874)
- Vescovo Michael Warren (1876)
- Cardinale Edward MacCabe (1877)